# Josef W. Janker
Josef Wilhelm Janker (* 7. August 1922 in Wolfegg; † 17. April 2010 in Ravensburg) war ein deutscher Schriftsteller.

## Leben und Werk
Janker war der Sohn eines Schuhmachers und Mesners und wuchs in Oberschwaben auf. Nach einer Zimmermannslehre wurde er im Zweiten Weltkrieg zum Kriegsdienst eingezogen. Nach Fronteinsätzen in der Sowjetunion und in Polen kam er in Frankreich als Schwerbeschädigter in Kriegsgefangenschaft. Nach dem Krieg war er nach einem Fernstudium u. a. als Bautechniker tätig.
1956 veröffentlichte Janker seine ersten Erzählungen, bald darauf auch Kurzromane, Feuilletons, literarische Porträts und Reiseberichte.
Bekannt wurde er insbesondere durch die Vermittlung Heinrich Bölls, der Jankers Werk schätzte und einer breiteren Öffentlichkeit vorstellte. Janker las mehrmals in der Gruppe 47.
Sein Werk ist von seinen eigenen Kriegserlebnissen geprägt und hat häufig den Krieg, seine Folgen für den Einzelnen und die fehlende Verarbeitung der Kriegserlebnisse in der deutschen Nachkriegsgesellschaft zum Thema.
Janker lebte zuletzt in Ravensburg und Horgenzell-Kappel.

## Auszeichnungen
- Förderpreis Ostdeutscher Literaturpreis (1961)
- Rompreis der Villa Massimo (1968/1969)
- Schubart-Literaturpreis (1972)
- Ehrengabe der Bayerischen Akademie der Schönen Künste (1974)
- Kulturpreis der Städte Ravensburg und Weingarten (1977)
- Bundesverdienstkreuz am Bande (1980)
- Jahresstipendium Baden-Württemberg (1980)
- Hermann-Lenz-Preis (1999)
- Bundesverdienstkreuz Erster Klasse (1999)

## Werke
- Hortulus, Erzählung, St. Gallen 1956
- Zwischen zwei Feuern, Kurzroman, Köln 1960
- Mit dem Rücken zur Wand, Erzählungen, Frankfurt am Main 1964
- Aufenthalte. Sechs Berichte, Reiseberichte, Frankfurt am Main 1967
- Der Umschuler, Kurzroman, Frankfurt am Main 1971
- Ansichten und Perspektiven, zusammen mit dem Fotografen Rupert Leser, 10 Bände, 1973–1982
- Das Telegramm, Erzählungen, Düsseldorf 1977
- Ein willkommener Auftrag. Tagebuch einer Namibiareise, Eggingen 1991
- Meine Freunde, die Kollegen, Erinnerungen, Friedrichshafen 1994

Werkausgabe 
- Werkausgabe in 4 Bänden. Hrsg. von Manfred Bosch. Gessler, Friedrichshafen 1988, ISBN 3-922137-45-8.
  - Band 1: Zwischen zwei Feuern, Mit dem Rücken zur Wand
  - Band 2: Der Umschuler, Aufenthalte
  - Band 3: Vertrautes Gelände. Ansichten und Perspektiven. Prosa, Aufsätze, Reden
  - Band 4: Jankerbriefe. Literarische Korrespondenz 1951–1987

Herausgeberschaft
- Maria Menz: Anmutungen, Literatur-Forum Oberschwaben 1969
- Omo ndi li! Lebensbericht der Mansueta Mayer, Windhuk